# Hans Vinjarengen
Hans Vinjarengen (n. 20 august 1905, Comuna Nordre Land, Oppland, Norvegia – d. 1 februarie 1984, Oslo, Norvegia) a fost un săritor cu schiurile ce a reprezentat Norvegia, medaliat olimpic. A participat la 2 ediții ale Jocurilor Olimpice (1928, 1932) în care a câștigat o medalie de argint și o medalie de bronz.